# فلمبان
فلمبان أو فاليمباغ، (بالإندونيسية: Palembang)‏، (بالجاوية: ڤاليمباڠ)‏، هي ثاني أكبر مدينة في جزيرة سومطرة بعد ميدان وعاصمة مقاطعة سومطرة الجنوبية في إندونيسيا. وواحدة من أقدم المدن في أرخبيل الملايو وجنوب شرق آسيا. فلمبان تقع على ضفة نهر موسي على الساحل الشرقي لسومطرة الجنوبية، بمساحة تبلغ 369.22 كم مربع وعدد سكان يقدر بنحو 1708413 نسمة (2014). فلمبان هي سادس أكبر مدينة في إندونيسيا بعد جاكرتا، سورابايا، باندونغ، ميدان وسمارانغ.
المدينة كانت عاصمة قديمة، للمملكة البوذية الهندوسية سريفيجايا. بعد هجوم في عام 1025م من قبل إمبراطورية تشولا بجنوب الهند، بدأت أهميتها تتضاءل بشكل تدريجي. تحرّكت عاصمة مملكة سريفيجايا في النهاية شمالا إلى جمبي.
التراث المعماري للاستعمار الهولندي ما زال مرئياً في المدينة. تعرف المدينة أيضاً باسم مدينة البيمبكين، وهي الأكلة البحرية التقليدية لسكانها. ويوجد بها المسجد الكبير والذي بني عام 1740، وقد أعادت الحكومة الإندونيسية بنائه بعد من ميجاواتي سوكارنوبوتري. ويوجد في المدينة جسر أمبيرا، وهو جسر على نهر موسي قدمته اليابان كهدية اعتذاراً على هجومها خلال الحرب العالمية الثانية.

## المناخ
يظهر الجدول التالي التغييرات المناخية على مدار السنة لفلمبان:
| البيانات المناخية لـفلمبان          | البيانات المناخية لـفلمبان | البيانات المناخية لـفلمبان | البيانات المناخية لـفلمبان | البيانات المناخية لـفلمبان | البيانات المناخية لـفلمبان | البيانات المناخية لـفلمبان | البيانات المناخية لـفلمبان | البيانات المناخية لـفلمبان | البيانات المناخية لـفلمبان | البيانات المناخية لـفلمبان | البيانات المناخية لـفلمبان | البيانات المناخية لـفلمبان | البيانات المناخية لـفلمبان |
| الشهر                               | يناير                      | فبراير                     | مارس                       | أبريل                      | مايو                       | يونيو                      | يوليو                      | أغسطس                      | سبتمبر                     | أكتوبر                     | نوفمبر                     | ديسمبر                     | المعدل السنوي              |
| ----------------------------------- | -------------------------- | -------------------------- | -------------------------- | -------------------------- | -------------------------- | -------------------------- | -------------------------- | -------------------------- | -------------------------- | -------------------------- | -------------------------- | -------------------------- | -------------------------- |
| متوسط درجة الحرارة الكبرى °م (°ف)   | 30.8 (87.4)                | 31.2 (88.2)                | 31.5 (88.7)                | 32.1 (89.8)                | 32.4 (90.3)                | 31.9 (89.4)                | 31.8 (89.2)                | 32.1 (89.8)                | 32.5 (90.5)                | 32.6 (90.7)                | 31.9 (89.4)                | 31.1 (88.0)                | 31.8 (89.3)                |
| المتوسط اليومي °م (°ف)              | 26.8 (80.2)                | 27.1 (80.8)                | 27.2 (81.0)                | 27.7 (81.9)                | 28.0 (82.4)                | 27.4 (81.3)                | 27.0 (80.6)                | 27.2 (81.0)                | 27.5 (81.5)                | 27.7 (81.9)                | 27.4 (81.3)                | 27.0 (80.6)                | 27.3 (81.2)                |
| متوسط درجة الحرارة الصغرى °م (°ف)   | 22.9 (73.2)                | 23.0 (73.4)                | 23.0 (73.4)                | 23.4 (74.1)                | 23.6 (74.5)                | 22.9 (73.2)                | 22.3 (72.1)                | 22.4 (72.3)                | 22.5 (72.5)                | 22.9 (73.2)                | 23.0 (73.4)                | 23.0 (73.4)                | 22.9 (73.2)                |
| الهطول مم (إنش)                     | 277 (10.9)                 | 262 (10.3)                 | 329 (13.0)                 | 263 (10.4)                 | 213 (8.4)                  | 122 (4.8)                  | 104 (4.1)                  | 107 (4.2)                  | 120 (4.7)                  | 186 (7.3)                  | 274 (10.8)                 | 366 (14.4)                 | 2٬623 (103.3)              |
| ساعات سطوع الشمس الشهرية            | 169                        | 118                        | 130                        | 150                        | 174                        | 127                        | 130                        | 149                        | 118                        | 160                        | 132                        | 120                        | 1٬677                      |
| المصدر #1: Climate-Data.org         |                            |                            |                            |                            |                            |                            |                            |                            |                            |                            |                            |                            |                            |
| المصدر #2: الأرصاد الجوية الألمانية |                            |                            |                            |                            |                            |                            |                            |                            |                            |                            |                            |                            |                            |

## توأمة
لفلمبان اتفاقيات توأمة مع كل من:
- مانشستر
- لاهاي

## أعلام
- فيليكس سياو
- فيفيان سيلفاني توني
- نفيسة أحمد زين شهاب
- تشوو هوي
- بوني هيكس
- إسكندر شاه

## وصلات خارجية
- Official website - in Indonesian